# Медведки (Калужская область)
Медведки — село в Мещовском районе Калужской области России. Входит в состав сельского поселения «Село Гаврики». До нач. XX в. называлось также Великорецкое

## География
Село находится в центральной части Калужской области, в зоне хвойно-широколиственных лесов, в пределах Барятинско-Сухиничской равнины, к востоку от автодороги 29Н-314, на расстоянии примерно 3 километров (по прямой) к северо-востоку от города Мещовска, административного центра района. Абсолютная высота — 194 метра над уровнем моря.

### История
Возникло не позднее 1746 г. Храм во имя св. Николая Чудотворца построен в 1800-1813 гг. Закрыт в 1931 г.
Село владельческое. Принадлежало в разное время:
- В 1769 г. - князю Алексею Семёновичу Козловскому[9]
- В 1778 г. - его сыну, князю Петру Алексеевичу Козловскому[10]
- В 1794 г. - надворному советнику, Якову Яковлевичу Вяземскому[11]
- В 1822 г. - княгине Наталье Петровне Голицыной[12] и вдове Матроне Григорьевне Казакеевой[13]
- В 1828 г. - княгине Наталье Петровне Голицыной[14] и майору Герасиму Владимирову[15]
- В 1862 г. - генерал-майорше Варваре Толстой[16]

### Климат
Климат характеризуется как умеренно континентальный, с тёплым летом и умеренно морозной снежной зимой. Среднегодовая многолетняя температура воздуха составляет 4 — 4,6 °С. Средняя температура воздуха самого тёплого месяца (июля) — 17,8 °C (абсолютный максимум — 39 °C); самого холодного (января) — −8,9 °C (абсолютный минимум — −48 °C). Безморозный период длится в среднем 149 дней. Среднегодовое количество атмосферных осадков составляет 650—730 мм, из которых 460 мм выпадает в период с апреля по октябрь. Снежный покров держится в течение 130—145 дней.

### Часовой пояс
Село Медведки, как и вся Калужская область, находится в часовой зоне МСК (московское время). Смещение применяемого времени относительно UTC составляет +3:00.

## Население
| 2002 | 2010 |
| ---- | ---- |
| 21   | ↘7   |

### Половой состав
По данным Всероссийской переписи населения 2010 года в гендерной структуре населения мужчины составляли 42,9 %, женщины — соответственно 57,1 %.

### Национальный состав
Согласно результатам переписи 2002 года, в национальной структуре населения русские составляли 100 %.